# トミスラヴ (クロアチア王)
トミスラヴ（発音 [tǒmislaʋ]、ラテン語: Tamisclaus、クロアチア公在位：910年頃 - 925年頃、クロアチア王在位：925年頃 - 928年以降）は、クロアチア王国の初代国王である。トミスラヴの治世にクロアチアは第一次ブルガリア帝国と敵対し、ビザンツ帝国（東ローマ帝国）と同盟を締結する。最終的にクロアチアはブルガリアと交戦し、926年のボスニア高地の戦闘で戦争は決着した(en)。北方においてはしばしばハンガリー公国との衝突が起こったものの、クロアチアは国境線を維持し、パンノニア公国(en)の崩壊においてある程度の拡大を成功させる。
925年に教皇ヨハネス10世はクロアチアと、ダルマチア地方に置かれたビザンツ帝国のテマ(en:Dalmatia (theme))で行われていた教会典礼でのスラヴ語の使用と宗教裁判権(en)についての議論のためにスプリトで教会会議を開催し、トミスラヴも会議に出席した。ヨハネス10世はスラヴ語の使用を禁止しようとしたが彼の意見は採用されず、宗教裁判権はニン司教(en)グレゴリー(en)に代えてスプリト大司教(en)に与えられた。
トミスラヴについて述べた史料は少なく、正確な即位年と没年は判明していない。

## トミスラヴ即位前後のクロアチアの対外関係

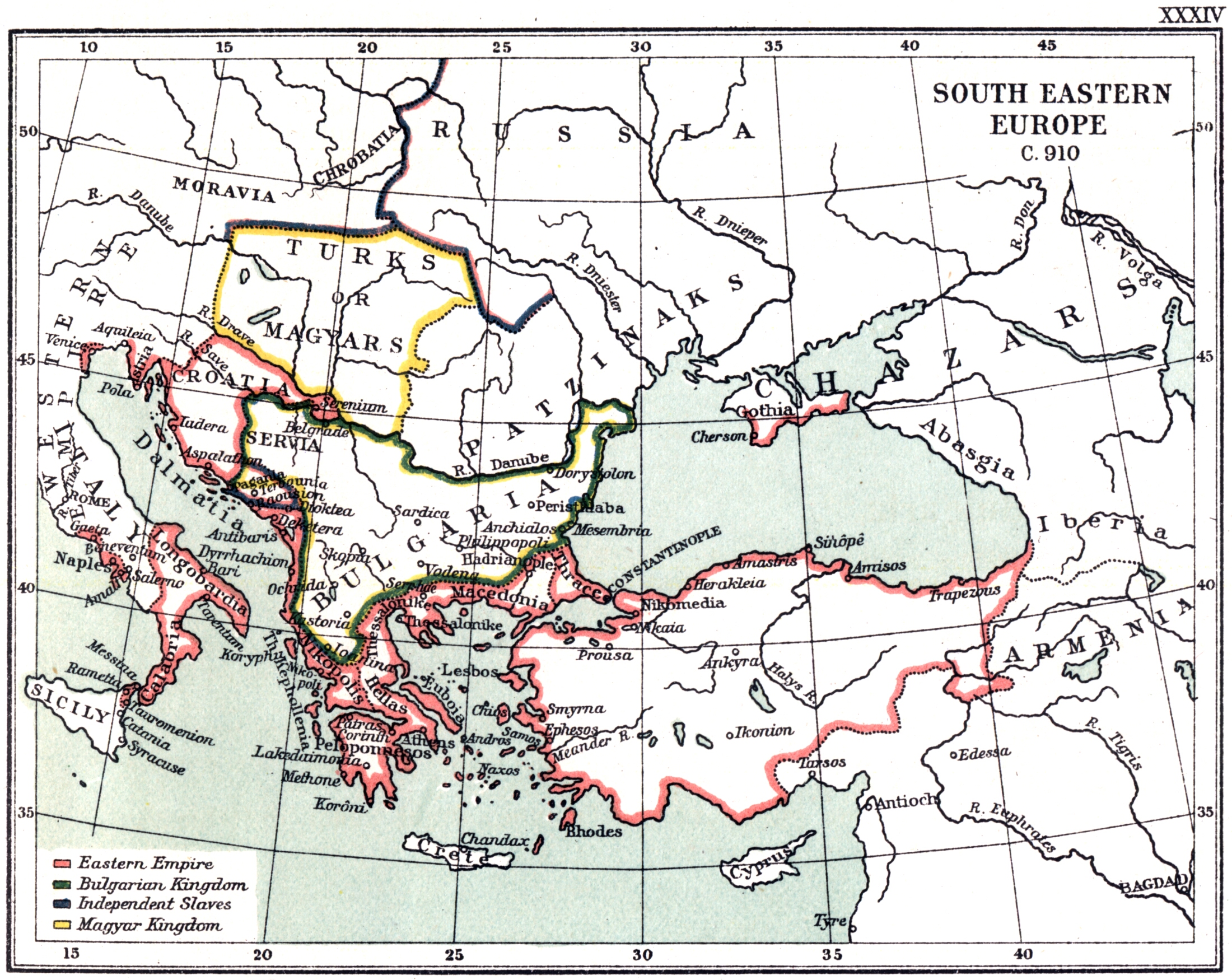
910年頃の南東ヨーロッパの地図

9世紀後半から10世紀前半にかけてカルパチア盆地を征服した（en）マジャール人（ハンガリー人）は、間を入れずに領土の拡大に着手した。マジャール人は名目上フランク王国の宗主権下に置かれていたパンノニア公国に特に強い圧力をかけ、パンノニア公ブラスラヴ(en)を殺害する。クロアチアもマジャール人の攻撃に晒されるが、マジャール人はクロアチアを征服事業の最終的な目的地に定めていなかった。
『ドゥクリャ司祭の年代記』(en)には、13年におよぶトミスラヴ時代のクロアチアはマジャール人との戦闘で多くの勝利を収めたことが記されている。一方で14世紀のヴェネツィア共和国の指導者アンドレア・ダンドロと12世紀のハンガリー王ベーラ3世の公証人は当時のハンガリーがクロアチアに勝利を収めたことを述べている。クロアチアは北方の国境線の維持に成功しただけでなく、崩壊したパンノニア公国の一部に進出し、パンノニア公国のかつての首都シサクなどの都市を獲得する。しかし、シサク北部の平原地帯をマジャール人の騎兵隊から防衛することは難しく、Ljudevitの治世からシサクの改築が進められ、堅牢な要塞に改築されていく。サヴァ川とドラーヴァ川の間の空白地帯はアドリア海沿岸部に広がるクロアチアとハンガリーいずれの支配領域からも外れており、パンノニア公国の崩壊後にどちらの国も空白地帯の支配を強化することはできなかった。
他方、クロアチアの東ではブルガリア帝国が勢力を拡大していた。ブルガリアのクニャズ（君主）・ボリス1世とクロアチア公トルピミル1世の間に起きた戦争が終結した後、クロアチアとブルガリアの関係はおおむね良好だった。ローマからブルガリアに向かう教皇特使は定期的にクロアチアを通過し、この地で保護を受けていた。しかし、こうした状況は10世紀にブルガリア皇帝に即位したシメオン1世の治世に変化する。

## 生涯

### 初期のクロアチア公時代
トミスラヴの出自は明らかになっていないが、トルピミロヴィチ家の出身であると推定されている。最初にトミスラヴの名前が現れた時期と先代のクロアチア公であるムティミルについて最後に言及された時期の間にはおよそ20年の差があり、史料は不足しているもののムティミルの子であると考えられている。910年頃にトミスラヴはトルピミル1世の子であるムティミルの跡を継いでクロアチア公となった説が一般的であるが、ムティミルの死後に公となった別の人物の跡を継いだ説も存在する。いずれの説でも、910年から914年までの間にトミスラヴが公となったことは共通している。13世紀にスプリトの大助祭トマスによって著された『ヒストリア・サロニタナ』には、トミスラヴは914年に公位に就いたと記されている。
トミスラヴの時代のクロアチアは南部・中央クロアチアの大部分、テマ・ダルマチアを除くダルマチア沿岸部、ヘルツェゴビナ西部とボスニア北西部の一部を含んでいた。10世紀のクロアチアはリヴノ、セティナ、イモツキ、プリヴァ、プセト、ブリビル、クニン、シドラガ、ニンなどの都市を含む11の郡に区画され、それらの郡以外にバン（王の総督）の支配下に置かれている3つの郡が存在していた。年代記作家としても知られるビザンツ皇帝コンスタンティノス7世は『帝国の統治について（De Administrando Imperio）』の中で、最盛期のクロアチアは100,000の歩兵、60,000の騎兵、80隻の大型の艦船と100隻の小型の艦船から構成される強大な軍事力を有していたことを記している。コンスタンティノス7世の記録に現れる数値は脚色されたものであり、クロアチアの軍事力を過度に強大に表したと考えられている。

### 戴冠式とクロアチア王国の成立

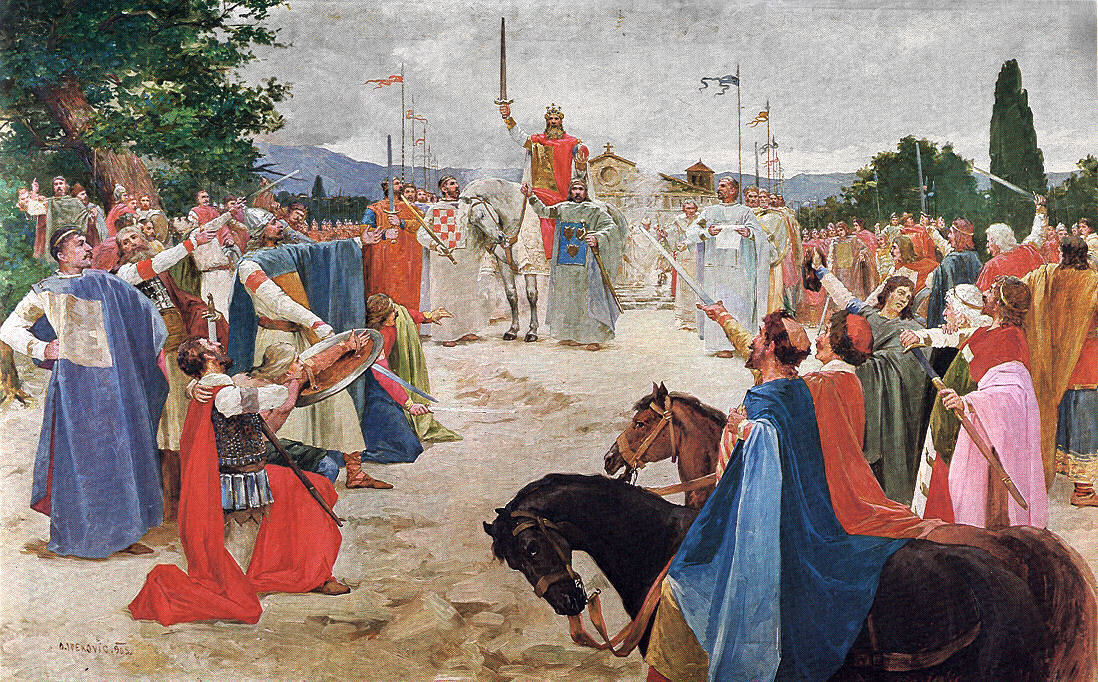
オトン・イヴェコヴィッチによるトミスラヴ王の戴冠式

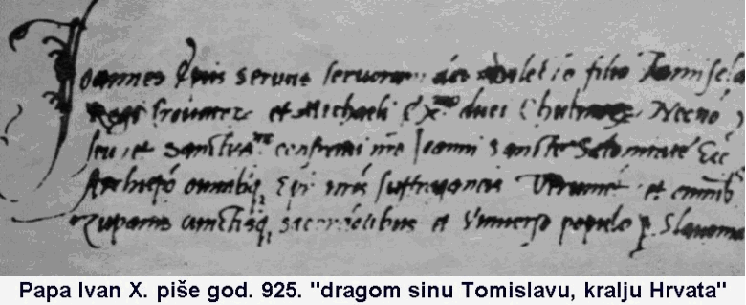
925年に教皇ヨハネス10世がクロアチアのトミスラヴ王に宛てて出した書簡の一部

925年にトミスラヴはクロアチア王に即位し、教皇から「王」の称号を授与された最初のクロアチアの支配者となる。トミスラヴの即位年は924年あるいは925年とされているが、戴冠式の時期と場所、そして誰に戴冠されたか不明確な点が多い。大助祭トマスの『ヒストリア・サロニタナ』のある版ではトミスラヴは王と称され、925年のスプリト教会会議の議事録の冒頭部分の注釈でトミスラヴは「クロアチア人とダルマチア人の地域」を統治する「王」（ in prouintia Croatorum et Dalmatiarum finibus Tamisclao rege）と記されている。他方、教皇ヨハネス10世が送った書簡ではトミスラヴは「クロアチア人の王」（Tamisclao, regi Crouatorum）と呼ばれている。トミスラヴの称号を確認できる当時の碑文は存在しないが、後の時代に建てられた碑文と特許状では、トミスラヴより後にクロアチア王位に就いた人物が10世紀の時点でクロアチア王を自称していたことを確認できる。
過去の歴史学ではトミスラヴはドゥヴノ平原近辺のトミスラヴグラードで戴冠されたと推測されていたが、戴冠式に関する同時代の記録は確認されていない。ドゥクリャ司祭の年代記には、王を自称する「スヴァトプルク（Svatopluk）」（年代記の別の版ではブディミル（Budimir）と記されている）という人物の戴冠式と彼がダルマ平原で開催した会議について記述されている。19世紀の歴史家はトミスラヴとスヴァトプルクは同一人物であるか、もしくは著者が不注意で王の名前を誤って記したと考えていた。他には教皇か彼の代理人が925年よりも前にトミスラヴに戴冠していた、あるいはトミスラヴが自分自身の手で戴冠した説が挙げられている。

### スプリト教会会議
925年に教皇ヨハネス10世はスプリトで教会会議を開催し、クロアチア人の司教であるニン司教グルグールとスプリト大司教のヨハネスが教会管轄権を巡って争った。教会会議が開催される前、グルグールはヨハネスよりも重要かつ広い司教区を有していたが、彼の評価や財政状況は考慮されなかった。またスプリト大司教のヨハネスは過去のサローナ大司教との連続性を主張し、伝統を重視した教会会議はスプリト大司教に管轄権を認め、イストリアのラシャ川からコトルまでの領域はスプリト大司教区に区画され、その中にはニンも含まれていた。さらに、教会会議では典礼におけるスラヴ語とグラゴル文字の使用についても議論された。教皇はそれらの使用を禁じようとしたが、教会会議では現地の司祭と修道士がスラヴの言語を用いることが認められる。しかし、スラヴの言語を使用する聖職者は高位に進むことはできなかった。
大助祭トマスは著書『ヒストリア・サロニタナ』の中で教会会議について言及していないが、925年の教会会議の決定とは反対に、テマ・ダルマチア時代より前の7世紀からスプリトは管轄権を持っていたことを主張している。トマスは自分の意見の正当性を保つために教会会議の意見を黙殺していたと考えられている。
教会会議にはトミスラヴのほかにザクルミアのザクルミアのミハエルが出席し、トミスラヴは教会会議に関する文書で「王」と呼ばれている。何人かの歴史家はミハエルがトミスラヴの支配を認め、ザクルミアはクロアチアに臣従したと記している。トミスラヴは教会会議の決定に抗議しなかった。グルグールは教皇に訴え、論争の解決と925年の最初の教会会議の決定を実行するために928年に2回目の教会会議が開催された。会議の結果スプリト大司教の優越性が確認され、ニン司教区は廃止される。

### ブルガリアとの戦争
トミスラヴの在位中、ブルガリアとビザンツは交戦状態にあった。942年にブルガリアはビザンツの同盟国であるセルビア公国を攻撃し、セルビア公子ザハリヤと彼が率いるセルビア人の一団がクロアチアに亡命する。クロアチアはセルビアと同様にビザンツと同盟関係にあり、ブルガリアとビザンツの支配力が低下したテマ・ダルマチア間に位置していた。トミスラヴはビザンツからテマ・ダルマチアの海岸部の都市の支配権を何らかの形で与えられ、ビザンツの支援のために徴税を担っていたと考えられている。ビザンツはトミスラヴにプロコンスルの称号を与えたが、テマ・ダルマチアの権利そのものを放棄した形跡は確認されていない。
クロアチアがブルガリアと敵対し、ビザンツと同盟を結んだ後、シメオン1世はクロアチアへの攻撃を決定した。トミスラヴは進軍するブルガリア軍を迎撃し、926年にボスニア東部で発生した戦闘でブルガリア軍を壊滅させる。927年にシメオン1世が没した後、ヨハネス10世は特使を派遣してクロアチアとブルガリアの間を取り持ち、両国の間に平和が戻った。
トミスラヴがどのような晩年を送ったのかはわかっていないが、928年以降政治の舞台から姿を消し、トルピミル2世が王位を継承した。

## 後世の評価

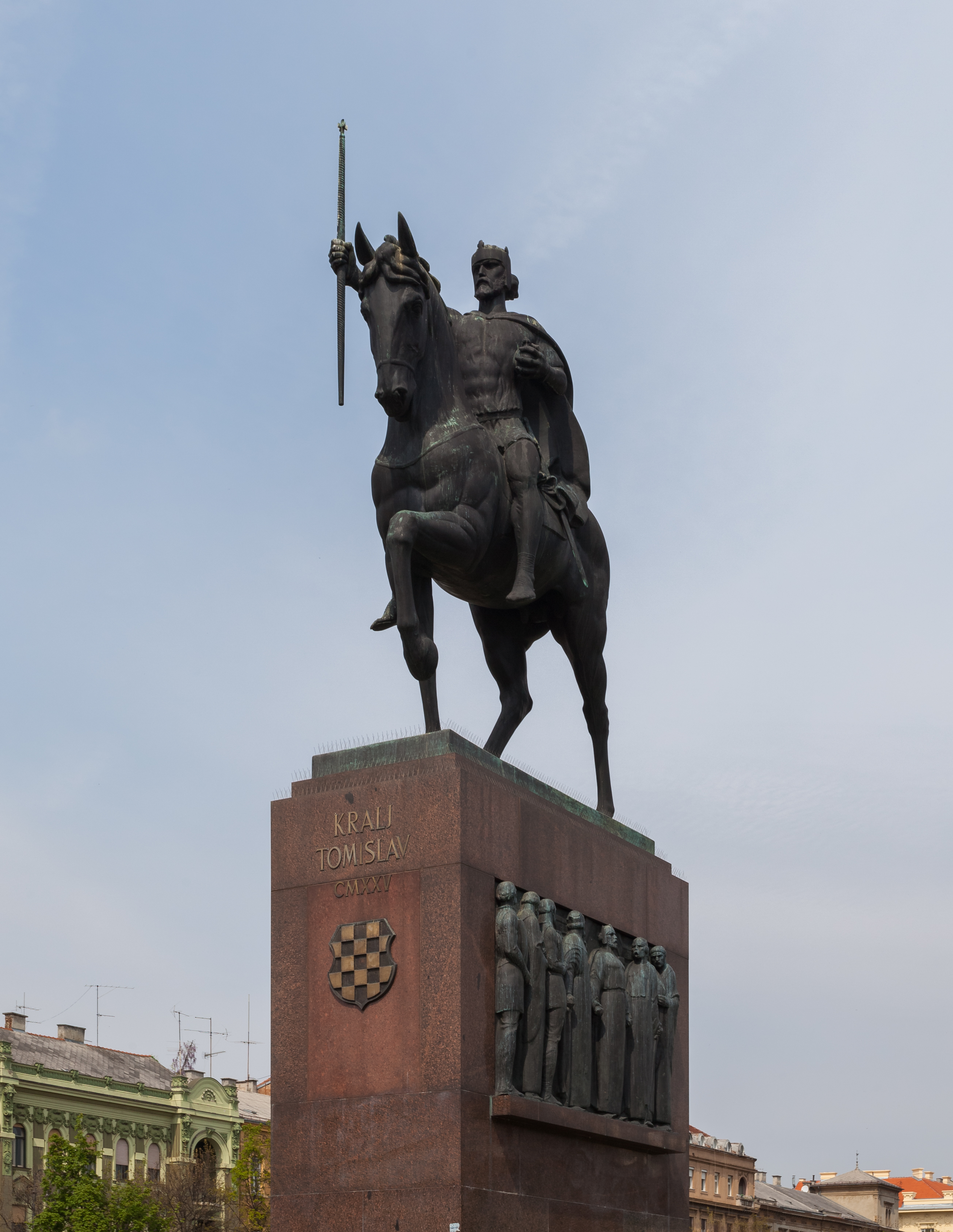
ザグレブ中央駅前のトミスラヴ像

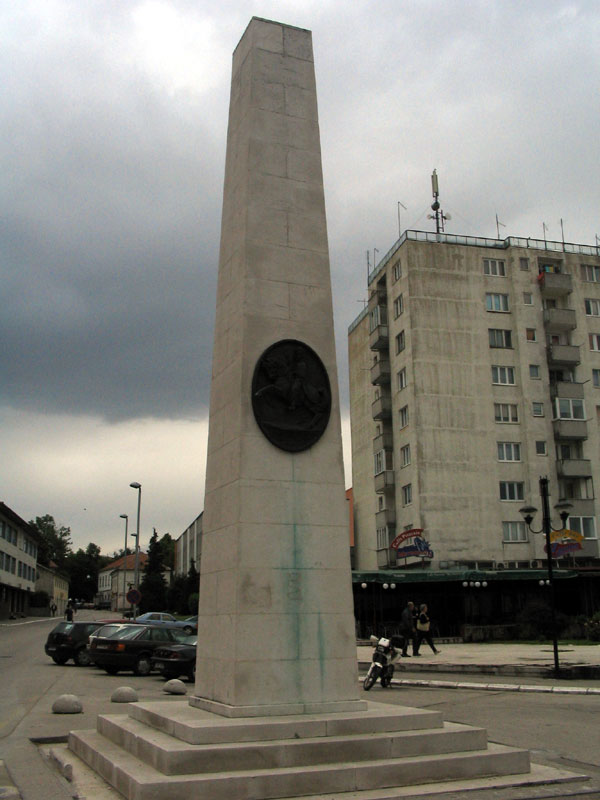
リヴノに建てられたオベリスク

トミスラヴは統一された史上最初のクロアチア国家の建国者として称賛されている。クロアチアの首都ザグレブには、1927年11月にトミスラヴにちなんで名づけられた広場に、彫刻家ロベルト・フランゲス＝ミハノヴィチの手による像が建てられている。ユーゴスラビア王アレクサンダル1世は即位1000周年を祝い、1925年にボスニアの都市ドゥヴノを「トミスラヴグラード（Tomislavgrad、「トミスラヴの都市」の意）」に改名した。ユーゴスラビア王国全土で記念の祝典が開催され、彼を顕彰したオベリスクがリヴノに建てられた。
1994年に発行されたクロアチアのクーナ紙幣の裏面にはザグレブのトミスラヴ像が描かれている。また、クロアチアで醸造される「ダーク・ビール」にもトミスラヴの名前が冠されている。